# Étalle, Belgien
Étalle är en kommun i Belgien.   Den ligger i provinsen Luxemburg och regionen Vallonien, i den sydöstra delen av landet, 160 km sydost om huvudstaden Bryssel. Antalet invånare är 5 579. Étalle gränsar till Arlon, Habay, Tintigny, Virton och Saint-Léger. 
I omgivningarna runt Étalle växer i huvudsak blandskog. Runt Étalle är det ganska tätbefolkat, med 72 invånare per kvadratkilometer.